# Tripterygion tartessicum
Tripterygion tartessicum — є видом трьохперок, що поширений в східній центральній Атлантиці і Середземному морі вздовж південного берегу Іспанії, від Пляж-Давід (Марокко) до Тунісу. Морська тропічна демерсальна риба, сягає довжини 7,7 см.